# Солнечная цикличность

График среднегодовых чисел Вольфа за последние три века. Виден 11-летний цикл и менее выраженный вековой.

Солнечная цикличность — периодические изменения в солнечной активности. Наиболее известен и лучше всего изучен солнечный цикл с длительностью около 11 лет («цикл Швабе»). Иногда, в узком смысле, под солнечным циклом понимают именно 11-летний цикл солнечной активности.
Выделяют также удвоенный цикл Швабе длиной около 22 лет (так называемый «цикл Хейла»), имея в виду, что состояние глобального магнитного поля Солнца возвращается к исходному через два полных 11-летних цикла.
В поведении солнечной активности имеются также гораздо менее выраженные циклы большей длительности: например, «цикл Гляйсберга» с периодом около одного века, а также сверхдлинные циклы длиной в несколько тысяч лет.

## История открытия
Невооружённым глазом пятна на Солнце люди наблюдали по меньшей мере несколько тысячелетий. Первое известное письменное свидетельство об их наблюдении — комментарии китайского астронома Гань Дэ в звёздном каталоге — относится к 364 году до н. э. С 28 года до н. э. астрономы Китая вели регулярные записи наблюдений пятен в официальных хрониках.
В начале XVII века, с изобретением телескопа, астрономы начали систематические наблюдения и исследования солнечных пятен, однако 11-летняя цикличность ускользнула от их внимания. Частично это может объясняться тем, что солнечная активность была сравнительно низка даже в начале XVII века, а к его середине начался минимум Маундера (1645—1715) и количество солнечных пятен на Солнце на многие десятилетия снизилось.
Датский астроном Кристиан Хорребоу по наблюдениям в 1761—1776 годах в обсерватории Копенгагена обнаружил, что размеры и число солнечных пятен изменяются со временем.
На периодичность в поведении солнечных пятен астрономы впервые обратили внимание только в первой половине XIX века. Первым эту закономерность отметил в 1844 году немецкий астроном-любитель Самуил-Генрих  Швабе. Опираясь на свои наблюдения Солнца в 1826—1843 годах, он опубликовал таблицу, содержащую ежегодные количества пятен за всё время наблюдений, и указал на 10-летний период в их появлении.. Статья Швабе осталась почти незамеченной. Тем не менее, она привлекла внимание другого немецкого астронома, Р. Вольфа, который с 1847 года начал собственные наблюдения пятен и ввёл индекс их количества — «цюрихское число», которое ныне часто называют числом Вольфа. Наконец, на результаты Швабе обратил внимание немецкий энциклопедист А. фон Гумбольдт, который в 1851 году опубликовал таблицу Швабе, продолженную последним до 1850 года, в своей энциклопедии «Космос».

## 11-летний цикл

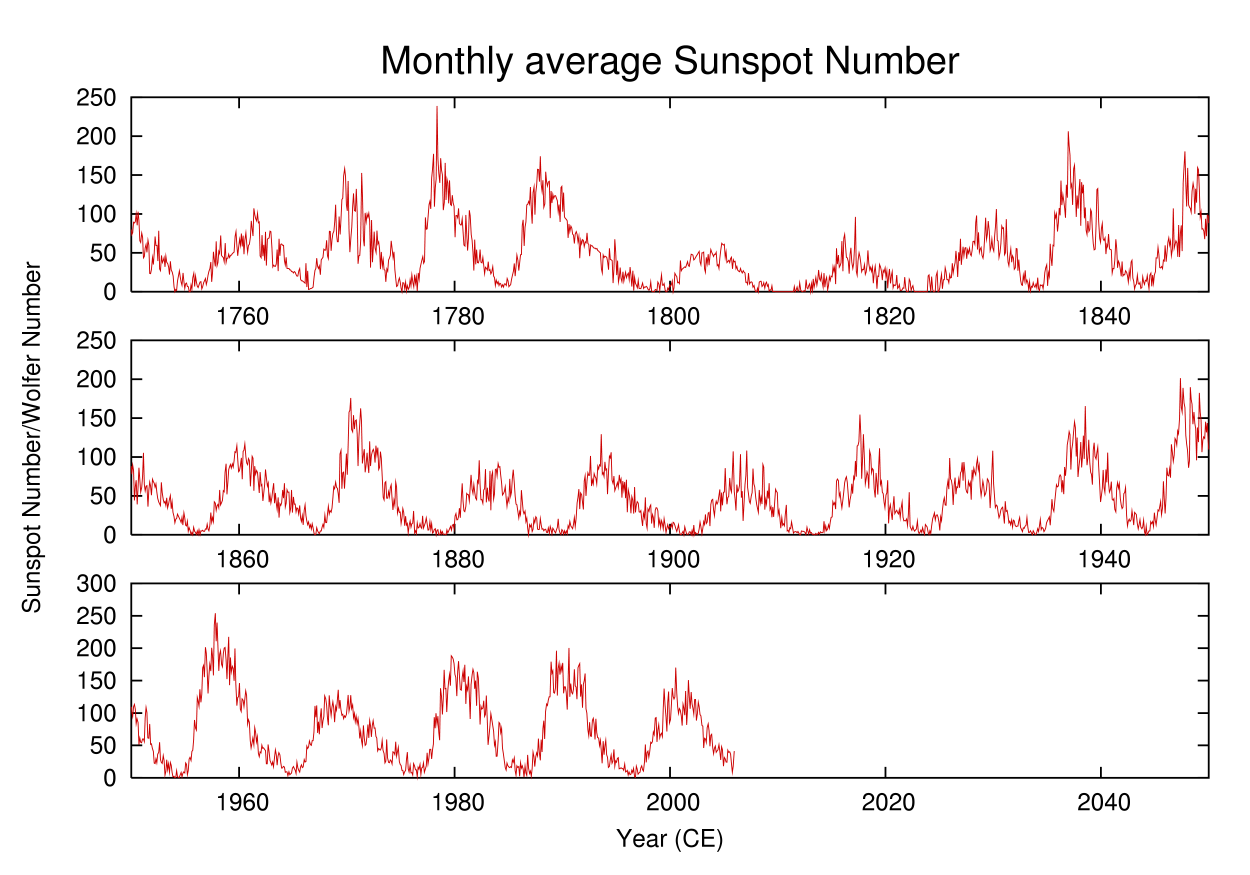
Уровень солнечной активности (ежемесячные числа Вольфа) в 1750—2006 годах.

11-летний цикл («цикл Швабе» или «цикл Швабе-Вольфа») является наиболее заметно выраженным циклом солнечной активности. Соответственно, утверждение о наличии 11-летней цикличности в солнечной активности иногда называют «законом Швабе-Вольфа».
На примерно десятилетнюю периодичность в увеличении и уменьшении количества солнечных пятен на Солнце впервые обратил внимание в первой половине XIX века немецкий астроном Г. Швабе, а затем — Р. Вольф. «Одиннадцатилетним» цикл называют условно: его длина за XVIII—XX века менялась от 7 до 17 лет, а в XX веке в среднем была ближе к 10,5 годам.
Этот цикл характеризуется довольно быстрым (в среднем примерно за 4 года) увеличением числа солнечных пятен, а также другими проявлениями солнечной активности, и последующим, более медленным (около 7 лет), его уменьшением. В ходе цикла наблюдаются и другие периодические изменения, например — постепенный сдвиг зоны образования солнечных пятен к экватору («закон Шпёрера»).
Для объяснения подобной периодичности в возникновении пятен обычно используется теория солнечного динамо.
Хотя для определения уровня солнечной активности можно использовать различные индексы, чаще всего для этого применяют усреднённое за год число Вольфа. Определённые с помощью этого индекса 11-летние циклы условно нумеруются начиная с 1755 года. 24-й цикл солнечной активности начался в январе 2008 года (по другим оценкам — в декабре 2008 или январе 2009 года) и закончился в октябре-ноябре 2019 года, после чего начался 25-й цикл солнечной активности, который продлится примерно до 2030 года.
| Годы минимумов и максимумов последних 11-летних циклов | Годы минимумов и максимумов последних 11-летних циклов | Годы минимумов и максимумов последних 11-летних циклов | Годы минимумов и максимумов последних 11-летних циклов | Годы минимумов и максимумов последних 11-летних циклов | Годы минимумов и максимумов последних 11-летних циклов | Годы минимумов и максимумов последних 11-летних циклов |
| Номер                                                  | Минимум                                                | Максимум                                               |                                                        | Номер                                                  | Минимум                                                | Максимум                                               |
| ------------------------------------------------------ | ------------------------------------------------------ | ------------------------------------------------------ | ------------------------------------------------------ | ------------------------------------------------------ | ------------------------------------------------------ | ------------------------------------------------------ |
| 1                                                      | 1755                                                   | 1761                                                   | 14                                                     | 1901                                                   | 1905                                                   |                                                        |
| 2                                                      | 1766                                                   | 1769                                                   | 15                                                     | 1913                                                   | 1917                                                   |                                                        |
| 3                                                      | 1775                                                   | 1778                                                   | 16                                                     | 1923                                                   | 1928                                                   |                                                        |
| 4                                                      | 1784                                                   | 1787                                                   | 17                                                     | 1933                                                   | 1937                                                   |                                                        |
| 5                                                      | 1798                                                   | 1804                                                   | 18                                                     | 1944                                                   | 1947                                                   |                                                        |
| 6                                                      | 1810                                                   | 1816                                                   | 19                                                     | 1954                                                   | 1957                                                   |                                                        |
| 7                                                      | 1823                                                   | 1830                                                   | 20                                                     | 1964                                                   | 1968                                                   |                                                        |
| 8                                                      | 1833                                                   | 1837                                                   | 21                                                     | 1976                                                   | 1979                                                   |                                                        |
| 9                                                      | 1843                                                   | 1848                                                   | 22                                                     | 1986                                                   | 1989                                                   |                                                        |
| 10                                                     | 1856                                                   | 1860                                                   | 23                                                     | 1996                                                   | 2000                                                   |                                                        |
| 11                                                     | 1867                                                   | 1870                                                   | 24                                                     | 2008                                                   | 2014                                                   |                                                        |
| 12                                                     | 1878                                                   | 1883                                                   | 25                                                     | 2019                                                   | 2024                                                   |                                                        |
| 13                                                     | 1889                                                   | 1893                                                   |                                                        |                                                        |                                                        |                                                        |

## Другие наблюдаемые циклы

### 22-летний цикл
22-летний цикл («цикл Хейла») является, в сущности, удвоенным циклом Швабе. Он был открыт после того, как в начале XX века была понята связь между солнечными пятнами и магнитными полями Солнца. При этом оказалось, что за один цикл пятенной активности общее магнитное поле Солнца меняет знак: если в минимуме одного цикла Швабе фоновые магнитные поля преимущественно положительны вблизи одного из полюсов Солнца и отрицательны — вблизи другого, то примерно через 11 лет картина меняется на противоположную. Каждые 11 лет меняется и характерное расположение магнитных полярностей в группах солнечных пятен. Таким образом, для того, чтобы общее магнитное поле Солнца вернулось к своему исходному состоянию, должно пройти два цикла Швабе, то есть около 22 лет. Одним из проявлений 22-летнего цикла является закон Хейла.

### Вековые циклы

Вековые циклы активности Солнца по радиоуглеродным данным.

Вековой цикл солнечной активности («цикл Гляйсберга») имеет длину около 70—100 лет и проявляется в модуляциях 11-летних цикла. Последний максимум векового цикла наблюдался в середине XX века (вблизи 19-го 11-летнего цикла), последующий должен прийтись примерно на середину XXI века.
Наблюдается также двухвековой цикл («цикл Зюсса» или «цикл де Врие»), в качестве минимумов которого можно рассматривать происходящие примерно раз в 200 лет устойчивые снижения солнечной активности, длящиеся многие десятки лет (так называемые глобальные минимумы солнечной активности) — минимум Маундера (1645—1715), минимум Шпёрера (1450—1540), минимум Вольфа (1280—1340) и другие.

### Тысячелетние циклы

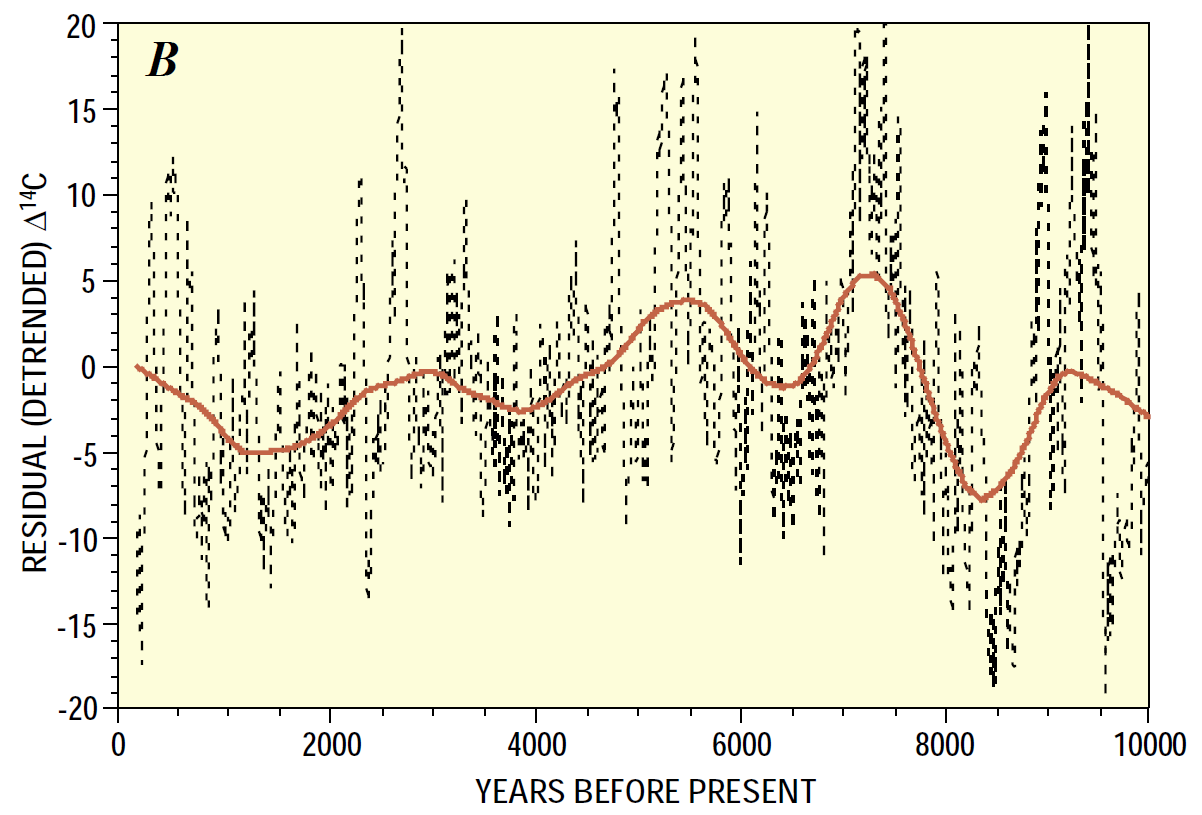
Солнечный цикл Холлстатта с периодом 2 300 лет по данным радиоуглеродного анализа.

Радиоуглеродный анализ указывает также на существование циклов с периодом около 2300 лет («цикла Холлстатта») и более.

## Теории циклов солнечной активности
Природа цикла солнечной активности всё еще остается одной из самой увлекательных нерешенных проблем астрофизики. За решение этой проблемы брались не только астрофизики, но и метеорологи, специализирующиеся в вопросах геофизической гидродинамики. Подходы к построению теории солнечного цикла условно можно разделить на два основных направления — магнитогидродинамический и гидродинамический. Попытки предсказания следующего солнечного цикла по предыдущим оказывались неудачными. Поэтому в 1935 году М. Вальдмайер высказал так называемую «взрывную» гипотезу, согласно которой последующие циклы считаются совершенно не зависящими от предыдущих, как если бы каждый цикл был проявлением некоторого происходящего взрыва внутри Солнца

#### Магнитогидродинамическая теория
Для объяснения подобной периодичности в возникновении пятен обычно используется теория солнечного динамо.

#### Гидродинамическая теория
Главными проблемами гидродинамики Солнца является природа дифференциального вращения и природа гидродинамической неустойчивости, порождающей солнечный цикл Дифференциальное вращение наблюдается также и в атмосферах Земли, Юпитера и Сатурна. К. Г. Россби предположил, что дифференциальное вращение возникает вследствие меридионального переноса момента импульса против градиента средней зональной скорости.